# Turistická značená trasa 7399
 Turistická značená trasa 7399 nazvaná též Údolím Doubravy je 6 km dlouhá žlutě značená trasa Klubu českých turistů v okresech Chrudim a Havlíčkův Brod spojující Třemošnici s Pařížovskou přehradou. Trasa převážně vede územím přírodního parku Doubrava jižním směrem.

## Průběh trasy
Turistická trasa 7399 má svůj počátek na náměstí v Třemošnici, kde přímo navazuje na rovněž žlutě značenou trasu 7343 od Sečské přehrady. Zároveň jím prochází zeleně značená trasa 4305 z Heřmanova Městce do Lovětínské rokle a končí zde modře značená trasa 1972 ze Zbyslavce. Trasa 7399 vede ulicemi města jihozápadním směrem k řece Doubravě, ke které se přimyká na rozcestí se zeleně značenou trasou 4443 přicházející sem podél řeky z Ronova nad Doubravou. Trasa 7399 na ní navazuje a pokračuje proti proudu řeky jižním směrem po pěšinách a lesních cestách. Posléze je jimi dvakrát vyvedena dále od toku do polí. Trasa dále prochází Pařížovem, po místní komunikaci vystoupá nad přehradní nádrž a po krátkém úseku vedeném po polní pěšině končí na rozcestí s modře značenou trasou 1934 z Běstviny do Chotěboře. Po ní lze pokračovat dále proti proudu řeky.

## Historie
Trasa vznikla rozdělením žlutě značené trasy 7380, která dnes vede z Jakubovic do Úhrova. V polích jihovýchodně od Heřmanic se od dnešního vedení trasa odkláněla do Pařížova, kde se napojovala na dnešní trasu 7399 do Třemošnice. Úsek z Pařížova k přehradě vznikl přeznačením původně modře značené trasy.

## Turistické zajímavosti na trase
- Údolí Doubravy
- Buk v Cikánku
- Vodní nádrž Pařížov